# 王后的缝纫盒

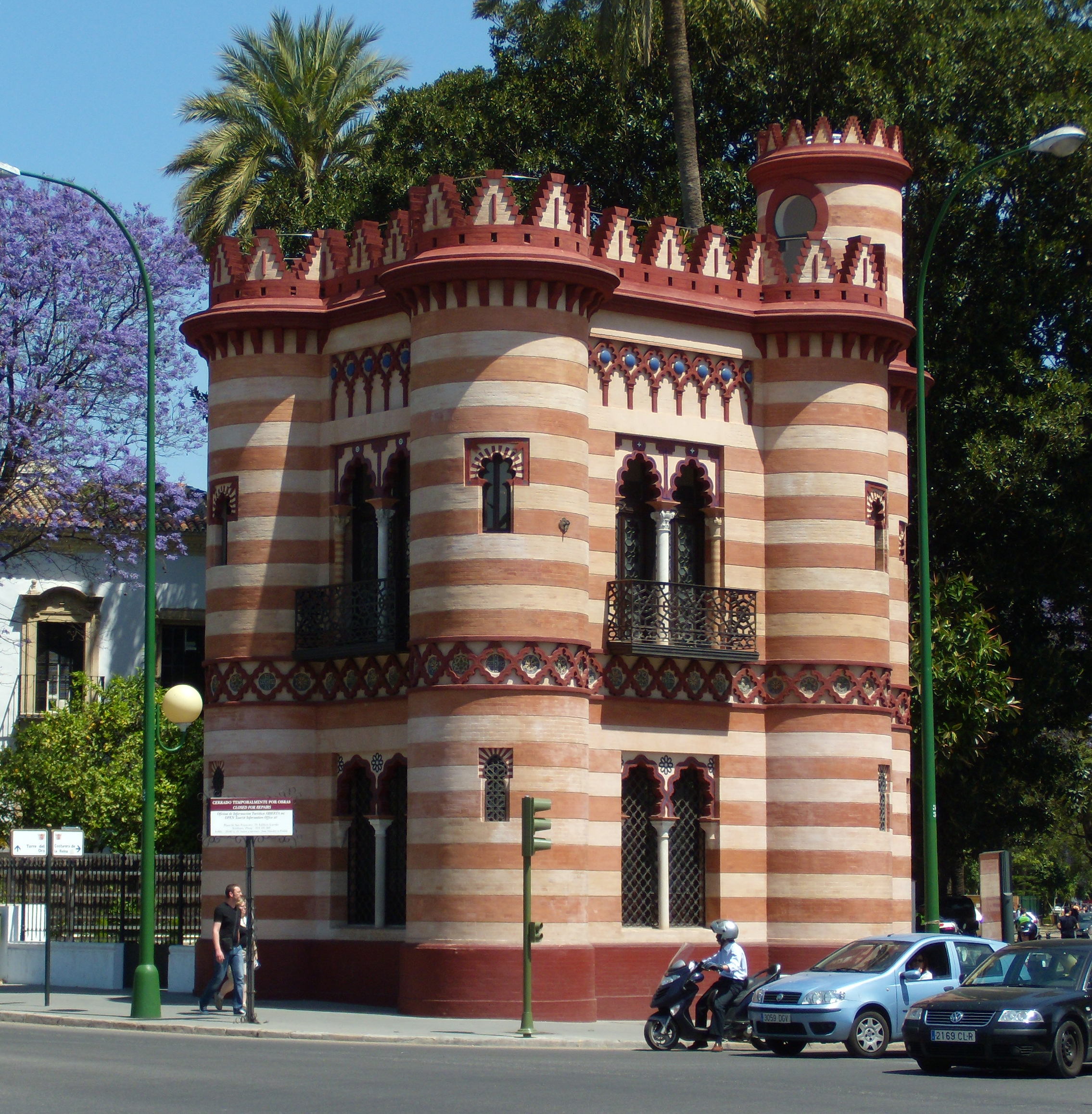
王后的缝纫盒

王后的缝纫盒（Costurero de la Reina）正式名称是“圣特尔莫馆”，是西班牙塞维利亚的一座独特的六角形小城堡形式的建筑
，1893年兴建于圣特尔莫宫的花园中，现在位于玛丽亚路易莎公园内。
该建筑原为花园警卫室。它是塞维利亚最古老的新穆德哈尔风格建筑。其名称来源于阿方索十二世的第一任妻子奥尔良的梅赛德斯，传说她曾在此缝纫以打发时间。。事实上，她在此建筑落成前15年已经死于伤寒。
今天，王后的缝纫盒底层设有旅游信息办公室。楼上设有展览大厅，1929年伊比利亚-美洲博览会历史解说中心和一个咖啡馆。